# Classe Leander (frégate)
Pour les autres classes de navires du même nom, voir Classe Leander.
La classe Leander (ou Type 12I) est une classe de frégates construits pour la Royal Navy au début des années 1960.
Les navires de cette classe équipent également plusieurs autres marines dont la Royal New Zealand Navy.
Les navires de cette classe sont notamment connus du public en raison de sa présence dans la série télévisée britannique Warship (en).

## Liste des navires
Premier lot :
| Pennant number | Nom       | Chantier                                    | Image |
| -------------- | --------- | ------------------------------------------- | ----- |
| F 109          | Leander   | Harland and Wolff                           |       |
| F 104          | Dido      | Achillée & Co, Glasgow                      |       |
| F 127          | Pénélope  | Vikers-Armstrong, Newcastle                 |       |
| F 114          | Ajax      | Cammell Laird                               |       |
| F 10           | Aurora    | John Brown & Company                        |       |
| F 18           | Galatea   | Swan Hunter                                 |       |
| F 15           | Euryalus  | Scotts Shipbuilding and Engineering Company |       |
| F 39           | Naiad     | Yarrow & Co Ltd Glasgow                     |       |
| F 38           | Arethusa  | J. Samuel White                             |       |
| F 28           | Cleopatra | HMNB Devonport                              |       |

Deuxième lot :
| Pennant number | Nom      | Chantier                    | Image |
| -------------- | -------- | --------------------------- | ----- |
| F 42           | Phoebe   | Alexander Stephen and Sons  |       |
| F 45           | Minerva  | Vickers-Armstrongs          |       |
| F 40           | Sirius   | HMNB Portsmouth             |       |
| F 56           | Argonaut | Hawthorn Leslie and Company |       |
| F 47           | Danae    | HMNB Devonport              |       |

Troisième lot :
| Pennant number | Nom       | Chantier                   | Image |
| -------------- | --------- | -------------------------- | ----- |
| F 75           | Charybdis | Harland and Wolff          |       |
| F 58           | Hermione  | Alexander Stephen and Sons |       |
| F 60           | Jupiter   | Yarrow Shipbuilders        |       |
| F 57           | Andromeda | HMNB Portsmouth            |       |
| F 71           | Scylla    | HMNB Devonport             |       |
| F 12           | Achilles  | Yarrow Shipbuilders        |       |
| F 16           | Diomede   | Yarrow Shipbuilders        |       |
| F 70           | Apollo    | Yarrow Shipbuilders        |       |
| F 72           | Ariadne   | Yarrow Shipbuilders        |       |

### Royal New Zealand Navy
| Pennant number | Nom              | Chantier            | Image |
| -------------- | ---------------- | ------------------- | ----- |
| F 55           | HMNZS Waikato    | Harland and Wolff   |       |
| F 421          | HMNZS Canterbury | Yarrow Shipbuilders |       |